# Substancja czynna
Substancja czynna – zgodnie z Prawem farmaceutycznym, to składnik (jeden lub więcej) produktu leczniczego, odpowiadający za jego działanie farmakologiczne, immunologiczne lub metaboliczne, którego celem jest:
- zapobieganie lub leczenie chorób ludzi i zwierząt
- przywrócenie, poprawa lub zmiana funkcji fizjologicznych organizmu
- postawienie diagnozy medycznej.

Substancję uważa się za czynną biologicznie, jeżeli wywiera wpływ na ustrój pacjenta. Nieaktywne składniki produktu leczniczego nazywane są natomiast substancjami pomocniczymi. Substancją aktywną mogą być nie tylko substancje chemiczne, ale również przeciwciała lub mikroorganizmy (np. wirusy, grzyby).